# Un rey para la Patagonia
Un rey para la Patagonia es una película documental coproducción de Argentina y Francia filmada en colores dirigida por Lucas Turturro sobre el guion de Christian Ferrer que se estrenó el 20 de octubre de 2011.

## Sinopsis
La película cuenta la historia de Orélie Antoine de Tounens el delirante francés que a mediados del siglo XIX se había autoproclamado "Rey de la Patagonia y Araucanía", con constitución, moneda y ministros propios y también la de la frustrada filmación en 1972 de una película de Juan Fresán sobre dicho personaje.

## Reparto
- Juan Fresán ... Él mismo
- Miguel Dedovich ... Voz en off

## El personaje real
Orélie Antoine de Tounens, nacido en Chourgnac, Francia, el 12 de mayo de 1825 fue un abogado que después de haberse interesado por la región patagónica llegó a Chile en 1858. Se estableció en Valparaíso, y aprendió el idioma español primero y el  mapudungún después. En 1860 convenció a los dirigentes mapuches para fundar un estado como forma de resistencia al ejército chileno, durante la época final de la Guerra de Arauco, lo que se concretó el 17 de noviembre de 1860, en una asamblea nacional mapuche que lo proclamó rey del Reino de la Araucanía y la Patagonia. Tounens dispuso que fuera una monarquía constitucional y hereditaria y estableció sus fronteras en los ríos Biobío (en Chile) y Negro (en Argentina) por el norte, el océano Pacífico por el oeste, el océano Atlántico por el este y el estrecho de Magallanes por el sur.
En Chile Tounens dio a conocer su reino como «Nouvelle France» ('Nueva Francia'), pero fracasó en su intento de obtener apoyo del gobierno francés, que lo calificó de demente.

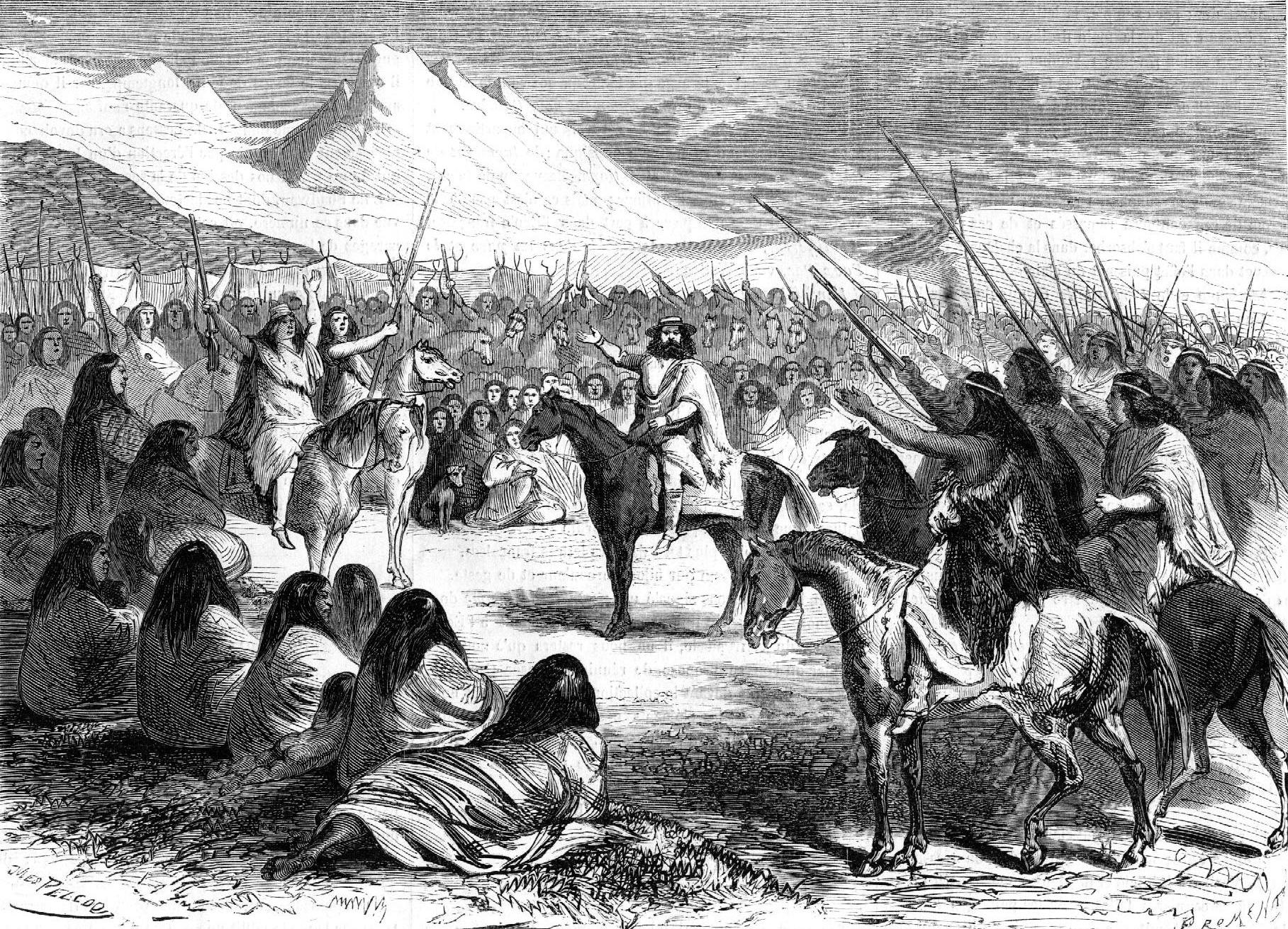
Orélie Antoine de Tounens aclamado por los jefes mapuches.

Detenido por  la policía chilena acusado por perturbar el orden público, fue condenado a diez años de cárcel pero luego se lo recluyó en un manicomio y finalmente por intervención del cónsul francés fue repatriado a Francia.
En los años siguientes siguió batallando por su reino mediante publicaciones e incluso hizo varios infructuosos viajes a América del Sur. En sus últimos años, Tounens en París entregó títulos nobiliarios a quienes financiaran la vida del rey en el exilio y murió el 17 de septiembre de 1878.

## Películas
En 1972 Juan Fresán, diseñador gráfico y creativo de publicidad partió hacia Viedma con el objetivo de filmar La Nueva Francia, una “superproducción subdesarrollada” sobre el francés loco, a la manera del propio Tounens: con mucha fe y pocos fondos.
La empresa de Fresán fracasó, primero por falta de fondos y luego porque en 1974 tuvo que exiliarse. Unos años más tarde, Carlos Sorín, participante como director de fotografía de aquel intento, se inspiró en él para debutar como realizador con La película del rey, que narra las desventuras del rodaje de una película sobre Tounens al mismo tiempo que cuenta la historia de este.

## Producción
En 2004 mientras Lucas Turturro estaba todavía cursando en la Universidad del Cine, Juan Fresán solicitó ayuda en la limpieza del material inconcluso, que había encontrado después de 30 años. Turturro y un compañero limpiaron ese material e hicieron  una especie de transfer casero, tras lo cual Fresán les propuso trabajar en la reconstrucción de la película, pero al fallecer en julio de ese año  la tarea quedó interrumpida. inicialmente Turturro pensó terminar el filme tal como Fresán lo hubiera concebido, pero al advertir que solo había un borrador de guion con tachaduras y que le era imposible hacerlo en esa forma, optó por convertirlo en un documental sobre la vida y obra del desaparecido artista viedmense, referente del movimiento cultural de los 60 y asiduo concurrente del mítico Instituto Di Tella. Para esto utilizó grabados y fotos de época,  una entrevista a un sucesor de Tounens que usa su título de nobleza y mantenía sus aspiraciones de reinar en la Araucanía, que había hecho Tomás Eloy Martínez, videos de Fresán en los últimos años, testimonios de quienes viajaron con él a Viedma, más la personificación que algunos actores hacen de Tounens y sus lugartenientes y la presencia de quienes los encarnaron en la película de Fresán.

## Comentarios
Juan Pablo Russo en el sitio EscribiendoCine dijo:

«… es la metáfora perfecta para hablar de una obsesión que mutará en la locura por el cine…. una película construida a partir de otra película pero también es una película propia. Lucas Turturro … logra… contar la historia de Orllie Antoine y ese extraño reclamo por el reino, y a su vez rearma la historia, desde testimonios y entrevistas realizadas en la actualidad, todo el derrotero sufrido por Fresán para poder concluir una película que parecía estar maldita. Mientras que para la primera línea narrativa utiliza la ficción, para la segunda se centra en lo estrictamente documental….Turturro demuestra su gran dominio para trabajar tanto con la ficción como con el documental. Con una estética pop y un montaje fragmentado, logra el ritmo adecuado para que la trama no decaiga ni se vuelve confusa. »

Paraná Sendrós en Ámbito Financiero escribió:

«.»Hecho con ingenio, talento y afecto (aunque también con un ritmo un poquito alargado)…rescata lo poco que quedó del material original de 1972, subsanando graciosamente su falta de sonido, y nos cuenta qué fue de la vida de Fresán a partir de entonces. Un material de «La Nueva Francia» se conserva perfecto. Es el que iba a servir de prólogo, una jugosa entrevista del entonces también jovencito Tomás Eloy Martínez al príncipe Philippe Boiry, que reivindica sus derechos hereditarios sobre aquellas tierras. »

## Nominaciones
Asociación de Cronistas Cinematográficos de la Argentina Premios Cóndor de Plata 2012
- Candidata al Premio al Mejor Videofilm